# Segunda División de Catar
La Segunda División de Catar, también conocida por su nombre comercial Qatargas League (en árabe, جامعة قطر غاز) es la segunda categoría profesional de fútbol en Catar. En ella participan 8 clubes, que juegan entre los meses de septiembre y mayo.
La liga actualmente cuenta con ocho equipos. El 15 de abril de 2009 se anunció que ningún club serían relegados de la máxima categoría en la Liga de Catar, debido a razones de expansión, sin embargo, el anuncio fue hecho con sólo un partido. Esto significaba que la Segunda División de Catar mantendría con el mismo número de equipos a pesar de la reciente formación de Lekhwiya SC y El Jaish SC, mientras que la máxima categoría se ampliaría a 12 equipos. El mejor equipo es promovido a la Qatar Stars League. No hay descenso a la tercera división.

## Equipos de la temporada 2022-23
| Qatari Second Division | Qatari Second Division | Qatari Second Division       | Qatari Second Division |
| Club                   | Sede                   | Estadio                      | Fundación              |
| ---------------------- | ---------------------- | ---------------------------- | ---------------------- |
| Al Bidda SC            | Doha                   | Estadio Al Khor              | 2015                   |
| Al Kharaitiyat         | Al Kharaitiyat         | Estadio Al Khor              | 1996                   |
| Al-Khor                | Al Khor                | Estadio Al Khor              | 1961                   |
| Al-Mesaimeer           | Al-Rayyan,             | Al-Sailiya SC Stadium        | 1996                   |
| Al-Shahania            | Al-Rayyan,             | Grand Hamad Stadium          | 1998                   |
| Al-Waab                | Al Waab, Doha          | Estadio Suheim bin Hamad     | 2019                   |
| Lusail                 | Lusail, Al Daayen      | Estadio Al Janoub            | 2014                   |
| Muaither SC            | Muaither, Al-Rayyan    | Muaither Sports Club Stadium | 1996                   |

## Lista de campeones
| - 1979–80: Al-Ittihad (Al Gharafa) - 1980–81: Al-Nahda (club desaparecido) - 1981–82: Al-Ittihad (Al Gharafa) - 1982–83: Al-Taawun (Al Khor) - 1983–84: Al-Ittihad (Al Gharafa) - 1984–85: Al Wakrah - 1986–87: Al-Ittihad (Al Gharafa) - 1988–89: Al Rayyan - 1994–95: Al-Markhiya - 1995–96: Al-Markhiya - 1996–97: Al-Markhiya - 1997–98: Umm Salal SC - 1998–99: Al-Markhiya - 1999–2000: Umm Salal SC - 2000–01: Mesaimeer - 2001–02: Al-Shamal SC - 2002–03: Al-Sailiya SC - 2003–04: Al-Karitiyath SC | - 2004–05: Al-Sailiya SC - 2005–06: Umm Salal SC - 2006-07: Al-Sailiya SC - 2007–08: El Jaish SC - 2008–09: El Jaish SC - 2009–10: Lekhwiya SC - 2010-11: El Jaish SC - 2011–12: Al-Sailiya SC - 2012–13: Al Ahli - 2013–14: Al-Shamal SC - 2014–15: Al Rayyan SC - 2015–16: Muaither SC - 2016–17: Al-Markhiya - 2017–18: Al-Shahania - 2018–19: Al Wakrah - 2019–20: Al-Kharitiyath - 2020–21: Al-Shamal SC |

## Títulos por equipo
| #  | Club                       | Títulos |
| -- | -------------------------- | ------- |
| 1  | Al-Markhiya                | 5       |
| 2  | Al-Sailiya SC              | 4       |
| 2  | Al-Gharafa SC (Al-Ittihad) | 4       |
| 4  | El-Jaish                   | 3       |
| 4  | Um-Salal                   | 3       |
| 6  | Al-Rayyan                  | 2       |
| 6  | Al-Shamal                  | 2       |
| 6  | Al Wakrah                  | 2       |
| 6  | Al-Karaitiyat              | 2       |
| 10 | Al-Shahania                | 1       |
| 10 | Mesaimeer                  | 1       |
| 10 | Al-Taawun (Al Khor)        | 1       |
| 10 | Al Ahli                    | 1       |
| 10 | Lekhwiya                   | 1       |
| 10 | Muaither SC                | 1       |
| 10 | Al-Nahda (desaparecido)    | 1       |

## Goleadores
- 1998/99:  Osama Adam (13 goles)
- 2007/08:  Gonzalo Gutiérrez (15 goles)
- 2008/09:  Gonzalo Gutiérrez (14 goles)
- 2010/11:  Abdulqadir Ilyas (12 goles)
- 2011/12:  Michaël N'dri (16 goles)
- 2012/13:  Jean-Paul Eale Lutula (13 goles)
- 2013/14:  Ali Ferydoon (19 goles)
- 2014/15:
- 2015/16:
- 2016/17:
- 2017/18:
- 2018/19: